# Batalla de Moncontour

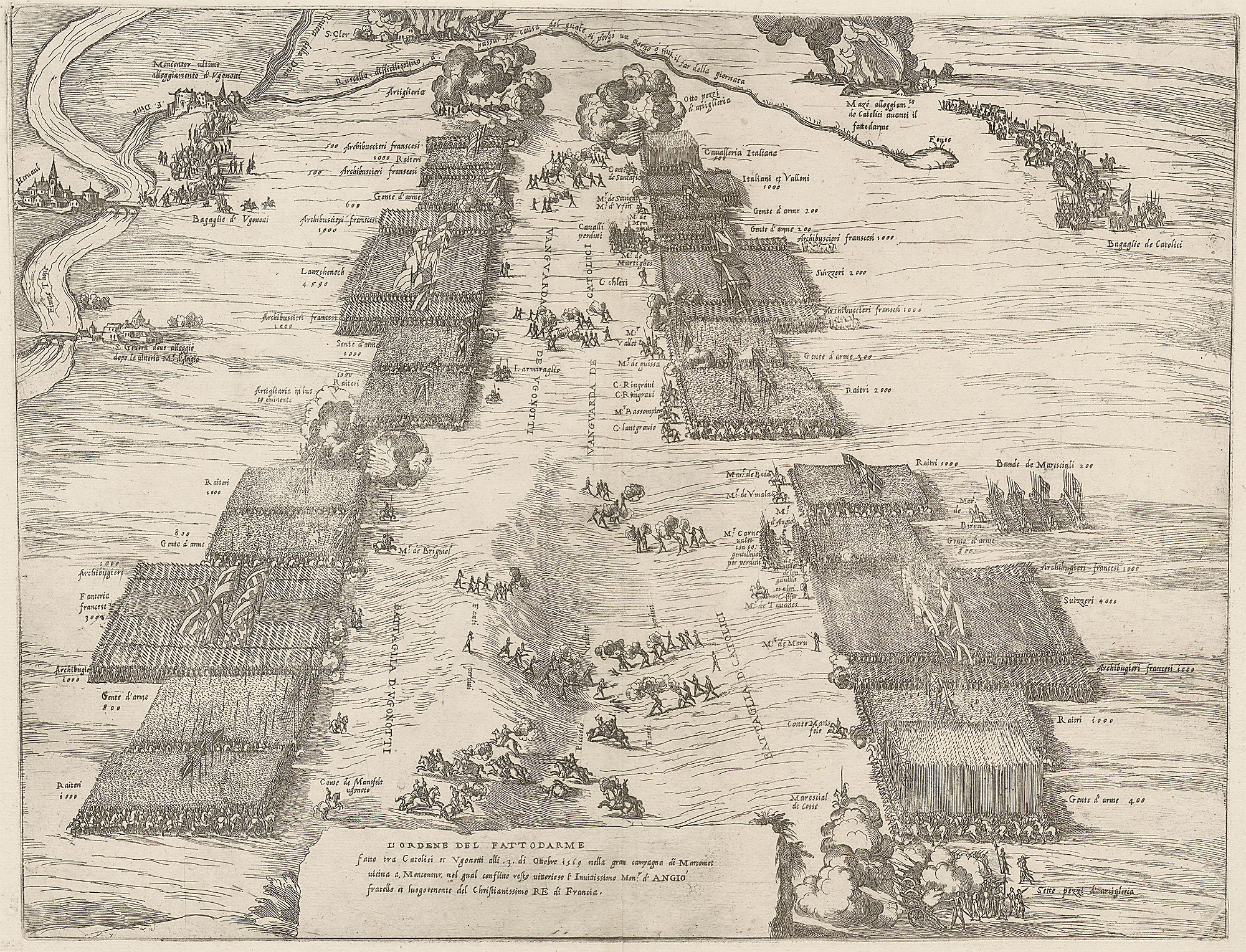
Plano contemporáneo de la batalla de Moncontour. Las tropas protestantes están a la izquierda, con el almirante Coligny al frente (a la altura del puente inferior). Universidad de Salzburgo.

La batalla de Moncontour se libró cerca de Moncontour, al noroeste de Poitiers, el 3 de octubre de 1569 en el marco de la tercera guerra de religión en Francia (1568-1570) entre las tropas del rey católico Carlos IX, mandadas por el duque de Anjou, hermano del rey y por Gaspard de Saulx, señor de Tavannes, por una parte, y los hugonotes, por otra parte, al mando del almirante Gaspar de Coligny y Luis de Nassau. El resultado fue una contundente victoria para las tropas católicas.

## Antecedentes de la batalla
Coligny tuvo que levantar el sitio que había puesto a Poitiers en julio, cuando se aproximaba el ejército católico.

## La batalla
Francisco de Montemayor, en su Historia general de Francia (vol. III, 1760), señala que las tropas católicas consistían en 18 000 soldados de infantería y 8000 de caballería, entre ellos había un contingente español enviado por el rey de España, al mando de Pedro Ernesto de Mansfeld, y tenían además 15 cañones grandes más 10 bastardas (culebrinas), mientras que los hugonotes contaban 8000 soldados de caballería y 16 000 de infantería con 12 piezas de artillería.
Determinante[cita requerida] para el resultado de la batalla fue el hecho que no acudieran las tropas mercenarias (lansquenetes alemanes) de los hugonotes de Coligny, por haberse amotinado por falta de pago. Según datos de la época, los protestantes sufrieron de 6000 a 10 000 bajas entre muertos y heridos, en tanto que los católicos solo perdieron unos 600 hombres.[cita requerida]
Aunque el primer ataque de la caballería de Coligny logró poner en peligro al ejército católico, tanto en su flanco izquierdo, comandado por el duque de Montpensier, como en su flanco derecho, al mando del duque de Anjou, la superioridad numérica de las fuerzas reales logró finalmente derrotar a los protestantes.
En su History of France (5 vols., 1858-1868), el historiador británico E. E. Crowe señala que los hugonotes solían tener más éxito en pequeños combates, en parte porque su caballería realizaba incursiones rápidas con las cuales podían vencer fácilmente a pequeños grupos de soldados, pero no tanto en batallas contra formaciones más grandes.
El hugonote François de la Noue fue capturado, salvándole la vida el duque de Anjou a pesar de las órdenes del papa Pío V, que había enviado 4500 soldados de infantería y 500 de caballería, bajo el mando del general Ascanio Sforza, conde de Santa Fiora y Castell'Arquato, de no hacer prisioneros.
Coligny resultó gravemente herido en la boca por un disparo del marqués Filiberto de Baden, tras el cual el almirante le mató, y pudo retirarse hacia el sur y reorganizar sus fuerzas para marchar hacia París.